# 弗洛里安·罗勒
弗洛里安·罗勒（德語：Florian Roller，1992年11月16日—），德国男子赛艇运动员。他曾代表德国参加世界赛艇锦标赛，获得三枚金牌，其中二枚来自男子轻量级四人双桨项目。